# Iquitosa poecilis
 (août 2021).
Genre
Espèce
Iquitosa poecilis, unique représentant du genre Iquitosa, est une espèce d'opilions laniatores de la famille des Cranaidae.

## Distribution
Cette espèce est endémique de la région de Loreto au Pérou. Elle se rencontre vers Iquitos.

## Description
La femelle holotype mesure 12 mm.

## Publication originale
- Roewer, 1943 : « Über Gonyleptiden. Weitere Weberknechte (Arachn., Opil.) XI. » Senckenbergiana, vol. 26, p. 12–68.